# Субба Роу, Таллапраджада
Таллапраджада Субба Роу (англ. Tallapragada Subba Row; 6 июля 1856 — 24 июня 1890) — индийский теософ, оккультист, член Теософского общества, юрист.

## Ранние годы
Таллапраджада Субба Роу родился 6 июля 1856 года в Какинаде в округе Годавари. Он принадлежал к уважаемой семье: его дед, а также дядя с материнской стороны занимали ответственные административные должности. Ещё будучи младенцем, он остался без отца и воспитывался дядей.
В 1872 году Субба Роу поступил в Мадрасский колледж, который окончил с отличием в 1876 году, получив степень бакалавра гуманитарных наук. Ему была предложена должность архивариуса Верховного Суда штата Барода (ныне Гуджарат), которую он занимал около года, после чего вернулся в Мадрас, где сдал экзамен на бакалавра права. В 1880 году он был принят на должность адвоката Верховного Суда.

## Теософия
Основатели Теософского общества Е. П. Блаватская и Г. С. Олкотт издавали журнал «The Theosophist», в котором публиковались статьи об оккультизме и различных религиях и философиях мира. Субба Роу вступил в переписку с ними и предложил для публикации несколько ценных статей, имеющих отношение к индусской религии и философии. 25 апреля 1882 года он присоединился к Теософскому обществу.
Блаватская написала о нём позднее так: «Мы не знаем большего авторитета в Индии в области эзотерической стороны философии адвайты».

### Разногласия с Е. П. Блаватской

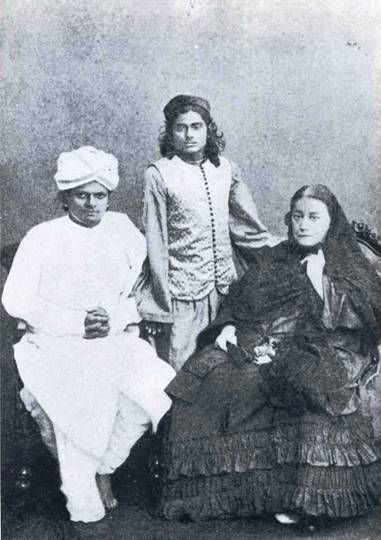
Субба Роу, Баваджи и Блаватская.

Субба Роу обладал глубоким знанием древних священных писаний Индии и их оккультного смысла, поэтому он был выбран махатмами для помощи Блаватской в её работе над книгой «Тайная доктрина». Однако, ознакомившись с первым вариантом рукописи, он нашёл текст слишком многословным и хаотичным и отказался от дальнейшего участия в написании книги. К тому же он был категорически не согласен с Блаватской в отношении допустимости более широкого "разглашения тайн" сокровенной индийской философии по сравнению с тем, что уже было опубликовано в её книге «Разоблачённая Изида». В начале 1885 года, когда христианские миссионеры развивали своё наступление на Теософское общество, в частности, предоставив «информацию» Ричарду Ходжсону, он заявил Блаватской:

Вы виноваты в самом страшном из всех преступлений. Вы выдали наиболее священные и сокровенные из наших оккультных тайн. Лучше пожертвовать вами, нежели тем, что никогда не предназначалось для европейцев.
В 1887 году Субба Роу начал с Блаватской полемику по вопросу о количестве "принципов" в конституции человека, и в том же, 1887, году он вышел из Теософского общества.

## Последние дни
В 1890 году Субба Роу заболел загадочной кожной болезнью. Состояние его здоровья было настолько тяжёлым, что в июне он обратился к Олкотту с просьбой о месмерическом лечении. Несмотря на несколько сеансов лечения, проведённых Олкоттом, 24 июня 1890 года Субба Роу скончался.

## Медаль Субба Роу
Выдающийся вклад Субба Роу в теософию был по достоинству оценён Теософским обществом в 1883 году, когда была учреждена в его честь медаль. Медалью Субба Роу мог быть награждён любой член Теософского общества, написавший лучшую статью по одному из следующих предметов:
	1) арийская оккультная наука и философия,
	2) буддийская эзотерическая философия,
	3) халдейская эзотерическая наука и философия и зороастризм,
	4) еврейская каббала и эзотерическая интерпретация христианской религии.
Медалью Субба Роу были, в частности, награждены такие известные деятели теософского движения, как Е. П. Блаватская (1888), А. Безант (1895), А. П. Синнетт (1896), Ч. Ледбитер (1897), Дж. Мид (1898), У. Скотт-Эллиот (1899), Ч. Джинараджадаса (1913), Э. Марко (1936), Дж. Ходсон (1954), И. К. Таймни (1975), Л. Смит (1977), Б. Цырков (1980).

## Отзывы
Сайт Теософского общества так описывает Субба Роу: «Он обладал всесторонней эрудицией и знаниями по оккультной философии и практике и был одним из самых выдающихся индусских членов Теософского общества в его первые годы».

## Сочинения
- «Collected Writings» (compiled and annotated by H. J. Spierenburg)
- «Notes on the Bhagavad Gita»
- «On the Bhagavad Gita»
- «Philosophy of the Gita»
- «First Ray in Buddhism»
- «What Is Occultism?»
- «Comments on The Idyll of the White Lotus»
- «Occultism of Southern India»
- «Personal and impersonal God»
- «Places of Pilgrimage»
- «12 signs of Zodiac»

на русском языке
- «Век смерти господа Будды»
- «Двенадцать знаков зодиака»
- «Заметки об оккультной философии»
- «Места паломничества в Индии»
- «Оккультизм в Южной Индии»
- «Оккультная философия»
- «Первый луч в буддизме»
- «Пракрити и пуруша»
- «Размышления о камалоке»
- «Учение и даты жизни Шри Шанкарачарьи»
- «Философия Бхагавад-гиты»
- «Что такое оккультизм»

## Комментарии
1. ↑  «В "Теософисте" Субба Роу заявил о себе как талантливый эссеист, безоговорочно признав оккультную связь Блаватской с гималайскими Учителями. Только ему она доверяла журнал на время своего отсутствия в Индии. По сути дела, он был её заместителем по работе с индийскими авторами».[6]
2. ↑  «Тот факт, что план "Тайной доктрины" был создан самим Учителем, равно как и многое из её текста, особенно то, что основывалось на древних записях, он игнорировал. То, что Блаватская была под прямым руководством и водительством Учителя, было фактором, который Субба Роу не позаботился признать. Он зашёл так далеко, что сказал своим товарищам, что Учителя её покинули и теперь она — лишь пустая оболочка, лишённая всякой ценности».[8]
3. ↑  «Она (Блаватская) любила молодого индуса, восхищалась им и доверяла ему. Его враждебность глубоко задевала её».[11]
4. ↑  В своём сообщении о смерти Субба Роу Блаватская написала: «У кармы таинственные пути достижения своих целей, которые для профана вечно останутся непостижимыми. Мы можем лишь чувствовать глубочайшее сожаление, что такая карма настигла того, с чьей смертью Мадрас лишился одного из величайших умов, а Индия потеряла одного из своих лучших учёных».[13]